# Tribo de Benjamim

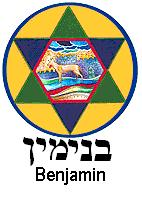
Símbolo da tribo de Benjamim.

A tribo de Benjamim (em hebraico, בִּנְיָמִין, transl. Binyāmîn,"filho da felicidade") era uma das  doze tribos de Israel. Recebeu o nome do filho mais novo de Jacó (Israel) e Raquel. Os membros dessa tribo eram chamados benjamitas.
Quando da divisão de Canaã, a tribo de Benjamim ficou com o território compreendido entre Efraim, ao norte, e Judá, ao sul. Embora fosse um território pequeno e montanhoso, era fértil e incluía cidades importantes como Jerusalém, Jericó, Betel, Gibeá e Mispá, entre outras.
Um benjamita importante foi Eúde, o segundo juiz referido no Livro de Juízes. Saul, o primeiro rei de Israel oficialmente reconhecido como tal, era benjamita, filho de Quis. A partir daí, a linhagem real passou a ser da tribo de Judá.

## História da tribo de Benjamim

Território da tribo de Benjamim (branco, centro-sul)

Depois da conquista da região por Josué e até à formação do primeiro Reino de Israel, em 1050 a.C., a tribo de Benjamim foi parte de uma confederação livre de tribos israelitas. Sem um governo central, em tempos de crise as pessoas eram guiadas por líderes conhecidos como Juízes (veja Livro dos Juízes). A tribo de Benjamim, inclusive mulheres e crianças, foi quase dizimada por outras tribos israelitas na Batalha de Gibeá. Os homens sobreviventes foram separados, mas foi-lhes  permitido casar com mulheres de outras cidades, cujos maridos tivessem morrido, de modo a permitir que a tribo continuasse  .
Com o crescimento da ameaça das incursões filisteias, as tribos israelitas decidiram formar uma monarquia forte e centralizadora para enfrentar o iminente conflito. O primeiro rei dessa nova entidade foi Saul, que era da tribo de Benjamim, que, naquele momento, era a menor das tribos. Ele reinou por 38 anos, em Gibeá  que parece ter sido sua terra natal.
Após a morte de Saul, todas as tribos, com exceção de Judá, permaneceram fiéis à casa de Saul, mas, depois da morte de Isboset, filho de Saul e seu sucessor no trono de Israel, a tribo de Benjamim juntou-se às tribos israelitas do norte, dispostas em fazer de Davi, que era rei de Judá, soberano do reino de Israel reunificado. No entanto, com a ascensão de Roboão, neto de Davi, em 930 a.C., as tribos do norte se separaram da Casa de Davi para recriar o Reino de Israel como o Reino do Norte. Contudo, dessa vez a tribo de Benjamim permaneceu fiel à Casa de Davi, continuando a fazer parte do Reino de Judá, até que, em 586 a.C, Judá foi conquistado pelos babilônios, e a sua população foi deportada.
Quando os judeus retornaram do exílio da Babilônia, as afiliações tribais que ainda permaneciam foram abandonadas, provavelmente por causa da impossibilidade de se restabelecerem as antigas possesões tribais de terras. No entanto, as regras e leis religiosas, decretadas por Levitas e Kohanim foram preservadas, e a população em geral foi chamada de Israel. Essas designações ainda são seguidas hoje.

## Batalha de Gibeá
A tribo de Benjamim é inicialmente descrita  no Cântico de Débora e em outras descrições bíblicas como sendo muito combativa. Eram ensinados a lutar com a mão esquerda, de modo a  pegar os inimigos de surpresa, (Juízes 3:15-21, 20:16, 1 Crônicas 12:02), além de serem arqueiros valentes e hábeis. (1 Crônicas 08:40, 2 Crônicas 14:08)
No entanto, segundo o texto, houve uma mudança abrupta do seu caráter, que se tornou mais plácído, depois de um incidente traumático para a tribo. O livro de Juízes narra que um episódio de grosseira falta de hospitalidade por parte da tribo resultou na batalha de Gibeá, quando as outras tribos de Israel buscaram vingança, após o que os membros sobreviventes de Benjamim foram sistematicamente abatidos, incluindo mulheres e crianças. Quando a tribo de Benjamim estava quase extinta, foi decidido que deveria sobreviver, e os 600 homens sobreviventes de Benjamim foram casar-se com mulheres de outras tribos. (Juízes 19-21)p

## Descendentes da tribo de Benjamim
Um descendente da tribo de Benjamim foi o grande Apóstolo Paulo